# Piranga taronja
La piranga taronja (Piranga flava) és un ocell de la família dels cardinàlids (Cardinalidae). Es troba des del sud-oest dels Estats Units fins al nord de l'Argentina i és d'hàbits migratoris.